# Staple Fitzpaine
Staple Fitzpaine est une paroisse civile et un village du Somerset, en Angleterre.